# Воррен Гастінгс
Во́ррен Га́стінгс (англ. Warren Hastings; 6 грудня 1732 — 22 серпня 1818) — перший генерал-губернатор Індії (1773—1785), у 1787 році звинувачений у корупції, і в 1795-му реабілітований; з 1814 року таємний радник (англ. Privy Councillor) англійського короля.
У 1750 році Воррен Гастінгс як чиновник Ост-Індійської компанії прибув до Індії, де за якийсь час спромігся стати членом Калькуттської ради.
У 1764 році Гастінгс повернувся до Англії, але, втративши свої статки, у 1772 році знову вирушив до Індії.
В Індії 1772 року він обійняв посаду голови ради Бенгалії, а в період між 1773 та 1785 очолював британську індійську колонію, ставши її першим генерал-губернатором.
Гастінгс розширив володіння Ост-Індійської компанії, організував управління й у рази збільшив прибутки.
У 1787 році Гастінгса було звинувачено в зловживанні владою, тиранії і жорстокості управлінських методів тощо. Гастінгса відкликали до Англії і судили. Судовий процес над Гастінгсом тягнувся 8 років і зрештою завершився його виправданням, однак йому було присуджено сплатити судові витрати в сумі 67 тис. фунтів стерлінгів. Тільки завдяки підтримці Ост-Індійської компанії йому вдалося це зробити без оголошення банкрутства.
Після реабілітації Гастнгіс оселився у фамільному маєтку Дейлесфорд (Daylesford, Глостершир), де займався сімейними справами.
У 1814 році Гастінгса було обрано членом таємної ради.
Воррен Гастінгс — автор Narrative of the late transaction at Benares (Калькутта, 1782) і The present state of the East Indies (там же, 1786).
Суд над Гастінгсом зобразив у одному зі своїх «Есе» британський поет, історик і політик-віг Т. Б. Маколей.